# Sân bay quốc tế Paphos
Sân bay quốc tế Paphos  (tiếng Hy Lạp: Διεθνής Αερολιμένας Πάφου) (IATA: PFO, ICAO: LCPH) là một sân bay cách thànnh Paphos, Cộng hòa Síp 16 km. Đây là sân bay lớn thứ 2 quốc gia này, sau Sân bay quốc tế Larnaca. Sân bay Paphos được du khách sử dụng để đến các khu nghỉ mát ở phía tây Síp.
Tháng 5 năm 2006, Hermes Airports Limited đã được giao quyền xây dựng, phát triển và vận hành các sân bay Larnaca và Paphos trong 25 năm. Một nhà ga mới cho sân bay Paphos đang được xây và dự kiến khai trương ngày 11 tháng 11 năm 2008.
Khoảng 1,5 triệu lượt hành khách sử dụng sân bay này mỗi năm. Sân bay này có 20 quầy làm thủ tục, 5 cổng, 14 vị trí đỗ máy bay và các tiện ích khác.

## Các hãng hàng không và các tuyến điểm
- Air Italy Polska (Warsawa) [theo mùa]
- British Airways (London-Gatwick)
- Bulgaria Air (Sofia)
- Cyprus Airways (Amsterdam, Athens, Birmingham, Frankfurt, Larnaca, London-Heathrow, Manchester)
- easyJet (London-Gatwick, Manchester)
- Egyptair (Cairo)
- Eurocypria Airlines (Berlin-Schönefeld, Dresden, Hanover, Leipzig/Halle, Manchester, Munich, Newcastle, Paris-Charles de Gaulle, St. Petersburg,[1] Stuttgart, Tel Aviv)
- Finnair (Helsinki)
- First Choice Airways (Birmingham, Bristol, Cardiff, Exeter, Glasgow-International, London-Gatwick, Manchester)
- Flyglobespan (Aberdeen, Durham Tees Valley, Edinburgh, Glasgow-International)
- Jet2.com (Leeds/Bradford)
- Jetairfly (Brussels)
- Thomas Cook Airlines (Belfast-International, Birmingham, Bristol, Cardiff, Glasgow-International, London-Gatwick, Manchester, Newcastle)
- Thomsonfly (Birmingham, Bournemouth, Cardiff, Doncaster/Sheffield, East Midlands, Glasgow-International, London-Gatwick, London-Luton, Manchester, Newcastle)
- Transaero (Moscow-Domodedovo)[1]
- TUIfly (Munich) [bắt đầu ngày 6 tháng 11]
- XL Airways (Birmingham, Bristol, East Midlands, London-Gatwick, London-Luton, London-Stansted, Manchester, Newcastle)